# Odrzykoń (Olsztyn)
Odrzykoń – część miasta Olsztyn w Polsce, położona w województwie śląskim, w powiecie częstochowskim, w gminie Olsztyn.
Do 2021 miejscowość miała status osada wsi, w wyniku odzyskania przez Olsztyn praw miejskich stała się częścią miasta.
W latach 1975–1998 osada administracyjnie należała do województwa częstochowskiego.
W latach 70. i 80. XX w. w pobliżu osady znajdowały się dwa zbiorniki wodne utworzone na terenie dawnej kopalni piasku. Woda pochodziła z zalewu w Sokolich Górach, który zasilany był przez kopalnię rud żelaza w Dębowcu. Po zamknięciu kopalni w 1978 r. wyschła woda w zalewie w Sokolich Górach, a dwa lata później w zbiornikach w Odrzykoniu. 